# Tête de Moine
Il Tête de Moine (letteralmente 'testa di monaco') è un formaggio svizzero unico al mondo per le modalità con cui si consuma: delicati «petali di formaggio» ottenuti con uno strumento a coltello orizzontale, la tipica girolle. Il formaggio deve infatti essere raschiato, così da sprigionare i suoi aromi estremamente complessi. Il tête de moine viene prodotto nel Canton Giura e nel Giura bernese, regione francofona del Canton Berna, ed è originario dell'abbazia di Bellelay, situata nel comune di Saicourt, nel distretto di Moutier. Attualmente, meno di dieci caseifici della regione di montagna dei distretti di Franches-Montagnes, di Porrentruy, Moutier e di Courtelary producono questa specialità casearia, un'arte che i monaci della zona conoscevano già più di otto secoli fa. Viene esportato in tutto il mondo ed è uno dei formaggi più famosi della tradizione casearia elvetica.

## Storia
Risalgono al 1292 i primi scritti da cui emerge che questo formaggio degli abati aveva acquisito una tale fama e reputazione da essere utilizzato come compenso degli allevatori ai proprietari terrieri, per regolare le controversie ed essere offerto in dono ai principi vescovi di Basilea o ancora come valuta di scambio.
Il nome commerciale Tête de Moine risale invece a due secoli or sono. Gli venne attribuito dai soldati francesi della Rivoluzione francese che, dopo aver cacciato i monaci, scoprirono nelle cantine le forme di questo formaggio. Assimilarono il modo di raschiarlo per poterlo gustare alla tonsura (rasatura del capo) di un monaco.
È un formaggio a base di latte crudo e intero di vacca. Il suo peso medio è di 850 grammi, ma talvolta la forma può raggiungere 2,5 kg. La forma è cilindrica; l'altezza corrisponde al 70-100% del diametro.
Può essere gustato tutto l'anno, di preferenza accompagnato da un vino bianco secco, dopo una stagionatura di 2-3 mesi.

## La Girolle
Nel 1981 è stata inventata la Girolle, utensile che permette di realizzare «rosette di Tête de Moine» facendo girare orizzontalmente una lama, il cui perno è infilato al centro della forma di formaggio.